# Prunus africana
Espèce
Classification phylogénétique
Statut de conservation UICN

 VU A1cd : Vulnérable
Statut CITES
Prunus africana est une espèce de plantes à fleurs de la famille des Rosaceae originaire d'Afrique.
Il est parfois appelé « Prunier d'Afrique » mais il est plus proche du laurier-cerise que des pruniers fruitiers.
C'est un arbre à feuilles persistantes poussant dans les régions montagneuses de l'Afrique sub-saharienne ainsi que sur les îles de Madagascar, São Tomé, Bioko et la Grande Comore.
C'est une espèce qui est vulnérable et qui donc pourrait être en danger à l'avenir.

## Pharmacopée

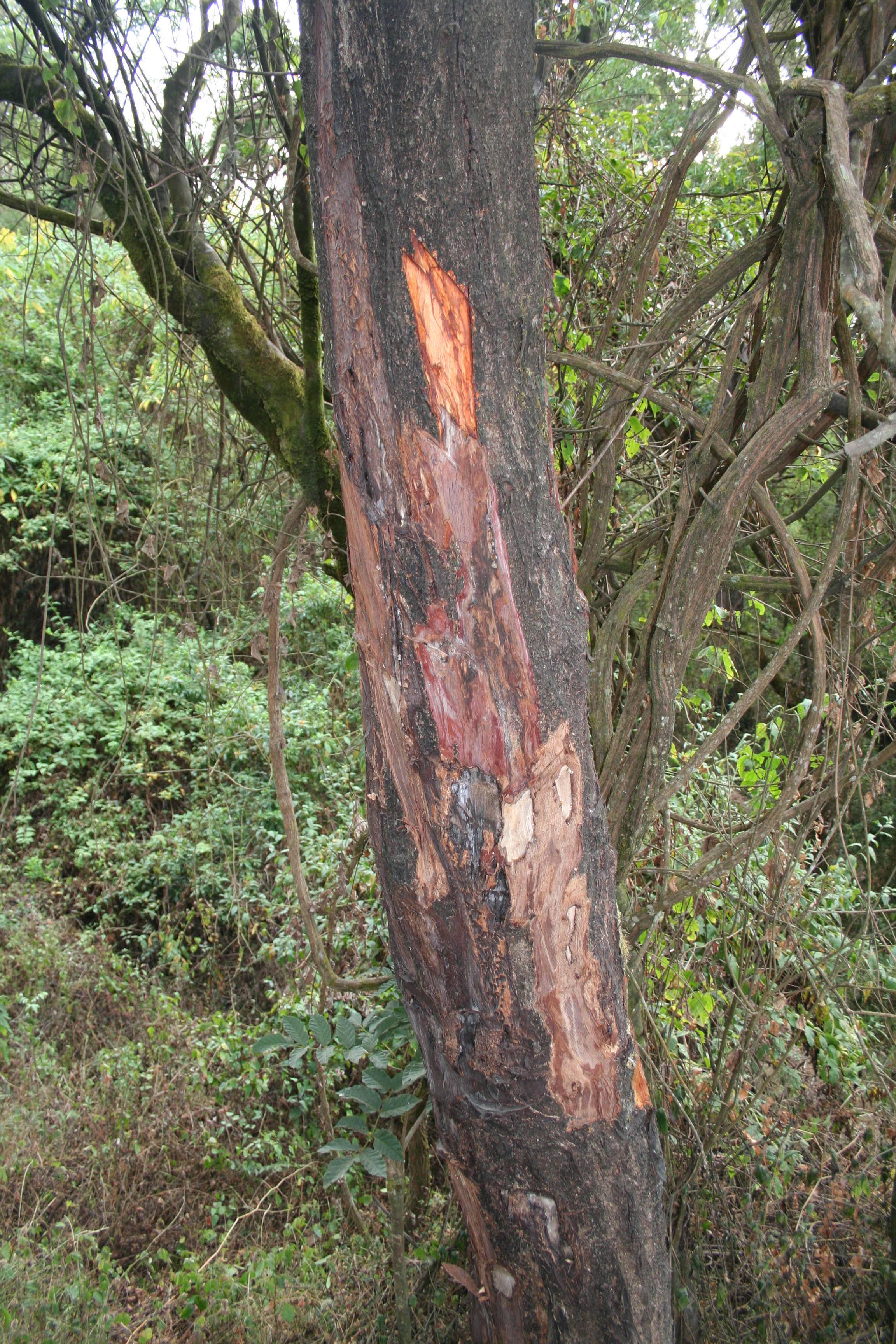
Tronc de Prunus africana sur lequel l'écorce a été prélevée.

L'extrait issu de l'écorce de l'arbre est commercialisé en France à la dose de 50 mg par capsule sous les noms de Tadenan (laboratoire Solvay, aujourd'hui Mylan Medical SAS) ou de Prunier d'Afrique (laboratoires Arrow).
Ce médicament, utilisé en phytothérapie, est proposé dans le traitement des symptômes urinaires de l'hypertrophie bénigne de la prostate.
L'efficacité de ce produit sur le plan clinique n'a pas été formellement démontrée et des résultats contradictoires ont été publiés. Toutefois, une méta-analyse comprenant 18 essais randomisés incluant plus de 1500 patients a montré que le médicament améliorait de façon modeste mais significative la puissance du jet urinaire, confirmant ainsi les résultats retrouvés chez l'animal.

## Synonyme
- Pygeum africanum Hook.f.

## Composants
La plante renferme une fraction lipidique à acides gras en C12 - C24 ; elle contient des phytostérols (campestérol, bêta-sistérol), des acides triterpéniques pentacycliques (acide ursolique, acide oléanolique... ), des alcanols linéaires.

## Utilisation
Ne pas utiliser en cas d'hypertension.
Contre-indiqué aux personnes intolérantes à l'huile d'arachide.